# Eleições legislativas de Israel em 2022
As eleições legislativas de 2022 em Israel foram realizadas em 1 de novembro de 2022 para eleger os membros da Knesset. O MK Idit Silman deixou a coligação governamental em abril de 2022, retirando-lhe a maioria de que dispunha, levantando a possibilidade de uma quinta eleição antecipada em pouco mais de três anos.
O partido Likud, liderado por Benjamin Netanyahu, venceu 32 assentos (se tornando a maior legenda no parlamento israelita), com sua aliança conquistando 64 assentos, tendo maioria para formar um governo.

## Sistema eleitoral
Os 120 assentos no Knesset são eleitos por representação proporcional de lista fechada num único círculo eleitoral nacional. O limiar eleitoral para a eleição é de 3,25%.
Dois partidos podem assinar um acordo de votos excedentes que lhes permite competir pelos assentos restantes como se estivessem concorrendo juntos na mesma lista. O método Bader-Ofer favorece um pouco as listas maiores, o que significa que as alianças são mais propensas a receber assentos restantes do que os partidos individualmente. Se a aliança receber assentos restantes, o cálculo de Bader–Ofer é aplicado de forma privada, para determinar como os assentos são divididos entre as duas listas aliadas.

## Resultados eleitorais
| Partido                     | Partido                     | Votos     | %               | +/-  | Deputados | +/-     |
| --------------------------- | --------------------------- | --------- | --------------- | ---- | --------- | ------- |
|                             | Likud                       | 1 115 336 | 23,41 / 100,00  | 0,78 | 32 / 120  | 2       |
|                             | Yesh Atid                   | 847 435   | 17,79 / 100,00  | 3,86 | 24 / 120  | 7       |
|                             | Partido Religioso Sionista  | 516 470   | 10,84 / 100,00  | 5,72 | 14 / 120  | 8       |
|                             | Partido da Unidade Nacional | 432 482   | 9,08 / 100,00   | 2,27 | 12 / 120  | 2       |
|                             | Shas                        | 392 964   | 8,25 / 100,00   | 1,08 | 11 / 120  | 2       |
|                             | Judaísmo Unido da Torá      | 280 194   | 5,88 / 100,00   | 0,25 | 7 / 120   | Estável |
|                             | Yisrael Beitenu             | 213 687   | 4,48 / 100,00   | 1,15 | 6 / 120   | 1       |
|                             | Lista Árabe Unida           | 194 047   | 4,07 / 100,00   | 0,28 | 5 / 120   | 1       |
|                             | Hadash - Ta'al              | 178 735   | 3,75 / 100,00   | -    | 5 / 120   | Estável |
|                             | Partido Trabalhista         | 175 992   | 3,69 / 100,00   | 2,40 | 4 / 120   | 3       |
| Barreira Eleitoral de 3,25% |                             |           |                 |      |           |         |
|                             | Meretz                      | 150 793   | 3,16 / 100,00   | 1,43 | 0 / 120   | 6       |
|                             | Balad                       | 138 617   | 2,91 / 100,00   | -    | 0 / 120   | 1       |
|                             | Yamina                      | 56 775    | 1,19 / 100,00   | 5,02 | 0 / 120   | 7       |
|                             | Outros (com menos de 1,00%) | 71 215    | 1,50 / 100,00   |      | 0 / 120   |         |
| Votos Inválidos             | Votos Inválidos             | 29 851    | 0,62 / 100,00   | 0,03 |           |         |
| Total                       | Total                       | 4 794 593 | 100,00 / 100,00 |      | 120 / 120 |         |
| Eleitorado/Participação     | Eleitorado/Participação     | 6 788 804 | 70,63 / 100,00  | 3,19 |           |         |
| Fonte                       | Fonte                       | CEC       | CEC             | CEC  | CEC       | CEC     |